# كالي براون
كالي براون (بالإنجليزية: Calle Brown)‏ (1 يوليو 1992 بليسبورغ في الولايات المتحدة - ) هو لاعب كرة قدم أمريكي في مركز حراسة المرمى. لعب مع هيوستن دينامو وNorthern Virginia FC ‏ وبيتسبورغ ريفرهوندز.

## وصلات خارجية
- كالي براون على موقع الدوري الأمريكي (الإنجليزية)
- كالي براون على موقع قاعدة بيانات كرة القدم.إي يو (الإنجليزية)
- كالي براون على موقع Soccerbase.com (لاعب) (الإنجليزية)
- كالي براون على موقع Soccerway.com (الإنجليزية)
- كالي براون على موقع AS.com (الإسبانية)